# 50 євро
П'ятдесят євро, також €50 — четверта за номінальною вартістю банкнота євро. Перебуває в обігу від 2002 року, з моменту введення валюти.

## Дизайн

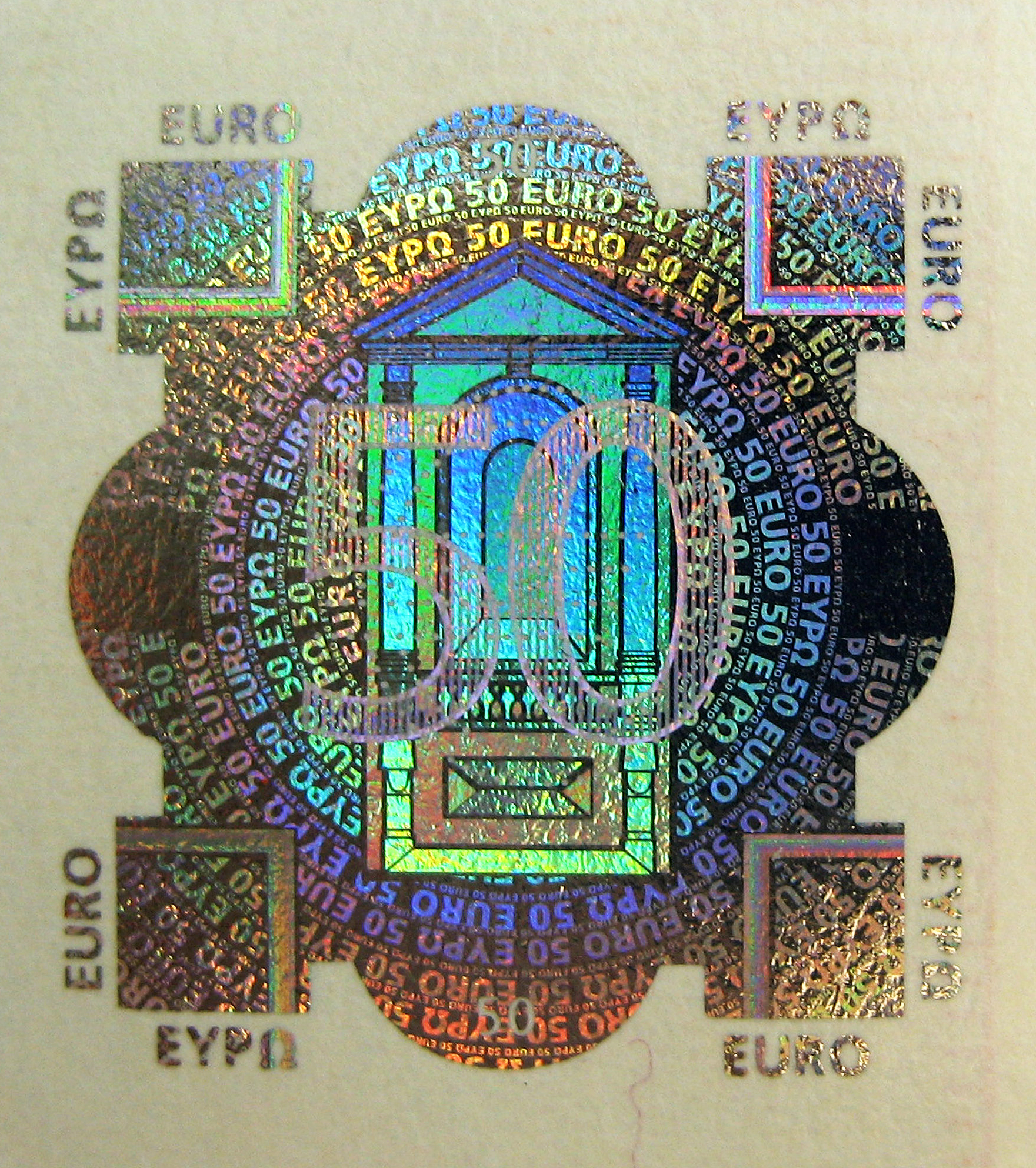
Голограма на банкноті 50 євро

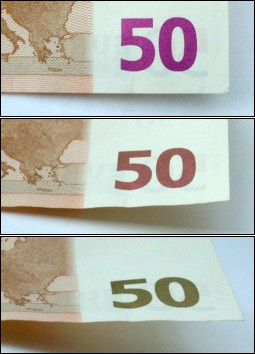
Зміна кольору чорнил

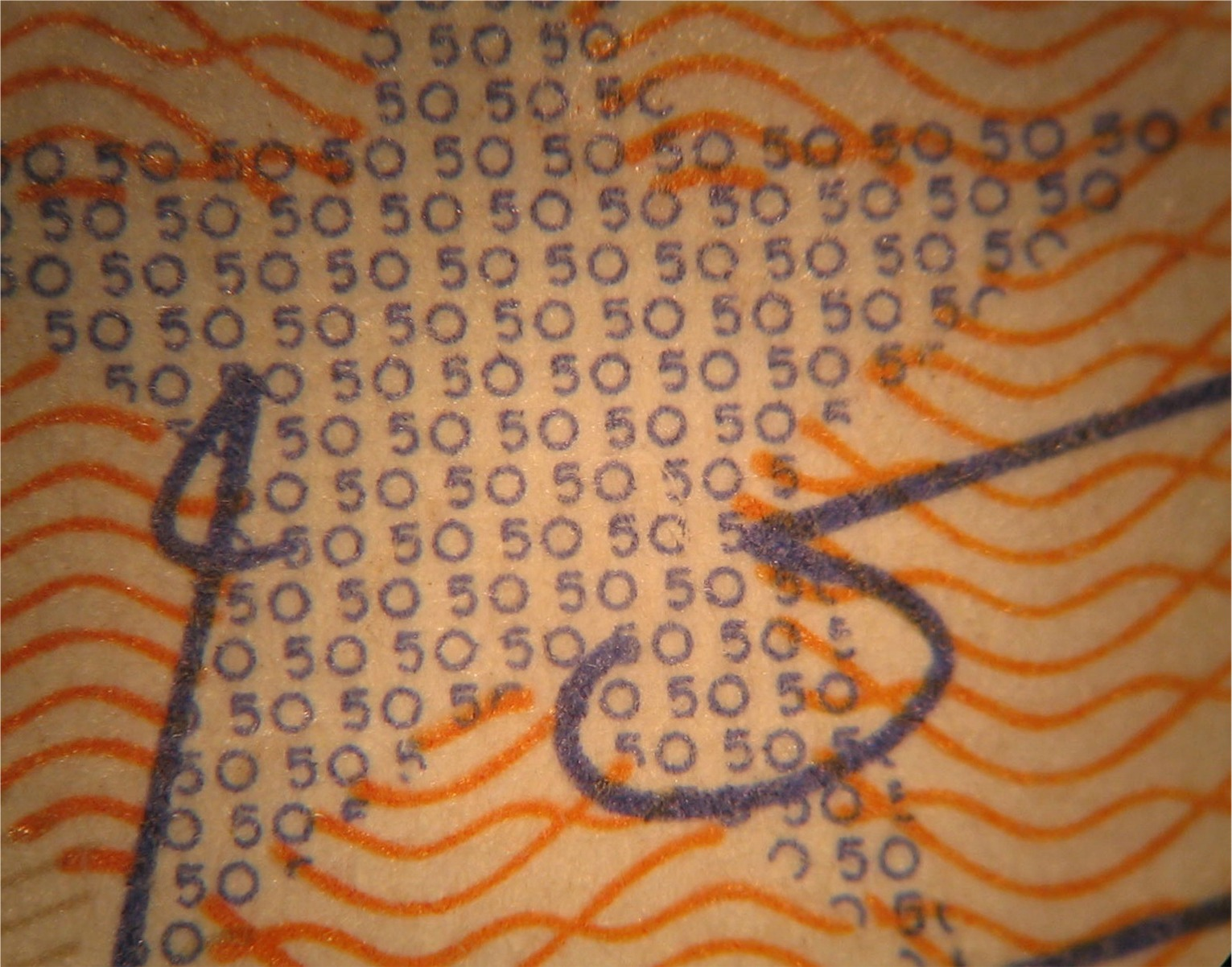
Мікродрук на банкноті 50 євро

50 євро має розміри 140×77 мм. Виконана у помаранчевій кольоровій гамі.
Всі банкноти євро містять зображення мостів та арок/дверних прорізів різних історичних стилів європейської архітектури. П'ятдесят євро відображає архітектурні елементи доби Відродження (15-16 століття н. е.). Хоча Роберт Каліна розробив оригінальні малюнки реально існуючих будівель, з політичних причин вирішено розмістити схематичні приклади відповідних архітектурних епох.
Як і решта банкнот, 50 євро містить найменування валюти, номінал, прапор Євросоюзу, підпис президента Європейського центрального банку, 12 зірок ЄС, рік випуску та спеціальні елементи захисту банкноти.

## Елементи захисту банкноти
Банкнота в 50 євро захищена голограмою, сузір'ям EURion, водяними знаками, рельєфним друком, захисною ниткою, ультрафіолетовим чорнилом, чорнилом, що змінює колір, мікродруком, матовою поверхнею, перфорацією, штрихкодом і серійним номером, який підкоряється певному математичному правилу. Код емітенту розташований в крайньому правому положенні.

## Зміни
На перших емісіях стоїть підпис голови Європейського центрального банку Віма Дейсенберга, який пізніше замінили на підпис нового голови Європейського Центробанку Жана-Клода Тріше та згодом на підпис його наступника — Маріо Драґі.
8 листопада 2012 року діючий Президент ЄЦБ Маріо Драгі анонсував другу серію банкнот євро — серію «Європа». Першою банкнотою в новій серії є банкнота €5, що була введена в обіг 2 травня 2013 року. Наступною оновленою банкнотою стала банкнота €10, що введена в обіг 23 вересня 2014 року. 24 лютого 2015 року був оприлюднений дизайн нової банкноти €20, що введена у обіг 25 листопада 2015 року.
5 липня 2016 року був оприлюднений дизайн нової банкноти €50 (серії «Європа»), введення в обіг якої відбулося 4 квітня 2017 року.

## Випуски банкнот
| Зображення      | Зображення       | Номінал | Розмір (мм) | Основний колір | Основний колір | Дизайн   | Дизайн   | Положення коду емітенту                                         | Введення в обіг |
| Лицьова сторона | Зворотна сторона | Номінал | Розмір (мм) | Основний колір | Основний колір | Стиль    | Століття | Положення коду емітенту                                         | Введення в обіг |
| --------------- | ---------------- | ------- | ----------- | -------------- | -------------- | -------- | -------- | --------------------------------------------------------------- | --------------- |
|                 |                  | 50 євро | 140 × 77    |                | Помаранчевий   | Ренесанс | XV — XVI | right image edge [Архівовано 31 жовтня 2019 у Wayback Machine.] | 1 січня 2002    |

| Зображення      | Зображення       | Номінал | Розмір (мм) | Основний колір | Основний колір | Дизайн   | Дизайн   | Положення коду емітенту | Введення в обіг |
| Лицьова сторона | Зворотна сторона | Номінал | Розмір (мм) | Основний колір | Основний колір | Стиль    | Століття | Положення коду емітенту | Введення в обіг |
| --------------- | ---------------- | ------- | ----------- | -------------- | -------------- | -------- | -------- | ----------------------- | --------------- |
|                 |                  | 50 євро | 140 × 77    |                | Помаранчевий   | Ренесанс | XV — XVI |                         | 4 квітня 2017   |